# 夸克星
夸克星（英語：Quark star）由奇異物質組成，是一種理論假設可能存在的引力緻密星體，需要更多的觀測數據及關鍵遺失環結理論推導來佐證其真實性。

## 夸克星模型
以夸克水平為基礎的星體在理論模型上至少有三種，「奇異夸克星」、「孤子星」及「玻色星」。

### 奇異夸克星
「奇異夸克星」是科普文章通稱的「夸克星」，成分以奇異物質為主，主要建立在威滕假說上，專業學者文章多以「奇異星」來區分其差異，強調出其為奇異物質所組成的夸克星，由於「奇異星」有時會跟「奇特星」（Exotic star）發生混淆，而「孤子星」及「玻色星」本身都有專有名詞，故一般稱「夸克星」係指「奇異夸克星」，而專業研究者之間因為有共通語言，因此學術論文中則大多以「奇異星」來避免泛指所有類型的夸克星。
「奇異夸克星」在「希格斯玻色子」的能階確認以後，是否能夠稱為「夸克星」已經開始形成一個重要的疑問，希格斯玻色子的能階明顯導致「奇異夸克星」不是單純地由「奇異物質團」所構造成的，原有的理論需要大幅度進行修正。其次，質子大小的實驗數據，導致原有夸克星的短距力計算需要全部重新推導，新的物態方程尚未有任何研究報告發表。

### 孤子星
「孤子星」（Soliton Star）以諾貝爾獎得主李政道所推出的「非拓樸性孤子」（Non-topological soliton, NTS）為理論基礎（拓樸性孤子的模型目前有Skyrmion），主要是以純粹「費米子」具有孤子波性質的「孤子」來組成夸克星，被認為是「暗物質」的最佳候選者。由於宇宙間有95%以上的物質屬於暗物質（26.8%）或暗能量（68.3%），孤子星為暗物質的最佳候選者，「孤子星模型」則在天體物理學當中形成一大門派，在宇宙學上是非常重要的一個分支，解釋了宇宙間觀測到的質量遺失問題。

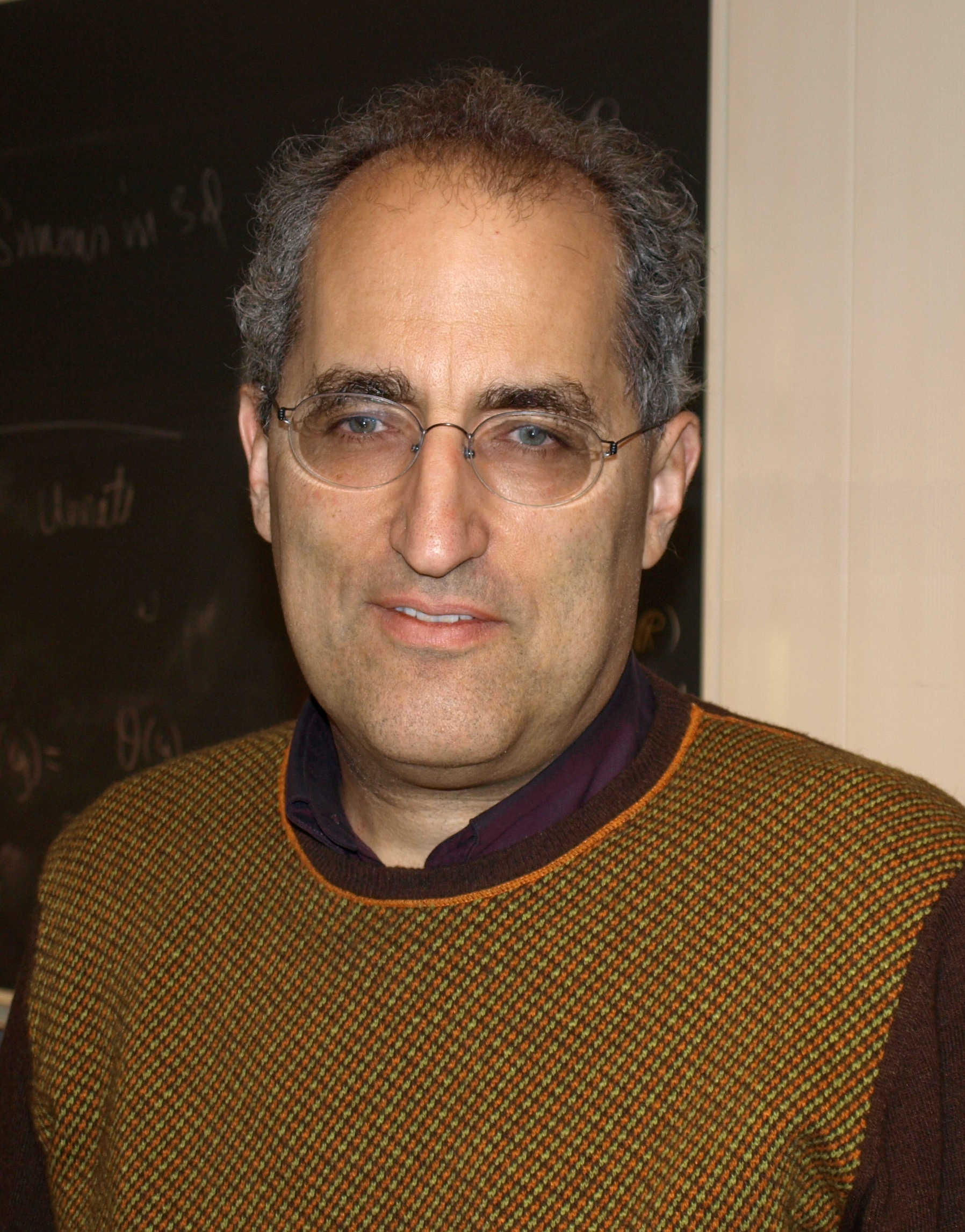
爱德华·威滕的奇異物質理論構成「奇異夸克星」

### 玻色星

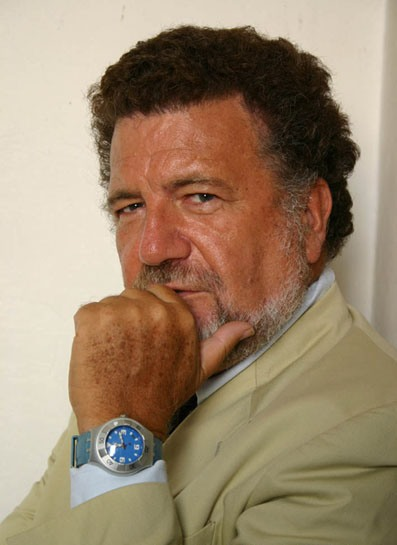
雷蒙·魯菲尼（Remo Ruffini）的理論研究導致玻色星概念出現

「玻色星」則為以純粹玻色子來組成夸克水平的星體（複合玻色子），由於普通的星體一般是以費米子為主的重子所組成，星爆不能供應足夠的玻色子，玻色星被認為不能由星爆產生，而是由大爆炸時期所遺留下來的暗物質，或是存在於星系核當中作為「巨質量玻色星」。因為希格斯玻色子的加入，「巨質量玻色星」應該是最常見的形式，星系核在這一理論當中被認為是玻色星而非黑洞所組成的，此即為「銀河中心星系核是由暗物質所組成」的說法來源，此一說法比「銀核是由黑洞所組成」更加合理，矛盾較少，同時作為星系核的玻色星無法任意被製造出來，也是觀測當中沒有見過黑洞吸聚物質因而產生嬰兒銀河的合理解釋。玻色星的性質相當奇怪，活動模式也非常多樣化，許多人關注的黑洞、孤子星、夸克星及重力真空星的活動與玻色星相較之下可說堪稱無聊至極，由此可見玻色星具有很高的研究價值。
另外還有一些理論尚不成熟的部分類型夸克星模型推出，例如：「裸奇異星」、「混雜態夸克星」與「夸克行星」。

### 黑星
有些觀點認為，作為黑洞替代方案最佳選擇之一的黑星（Black star）：「重力真空星」，其真空極化外殼組成成分因為是透過玻色–愛因斯坦凝聚態所產生的，由於大部分天體都是由重子所組成的，而重子的成份是由夸克所組成的，因此天體坍縮後形成的重力真空星也應該是由夸克所組成的，所以「重力真空星」應該也是屬於夸克星的一種類型，不過「重力真空星」並未推導出其內部實際組成物質。
此外「重力真空星」雖無奇點，但是卻有一個類似「事件視界」的「擬事界」，星體活動近似於黑洞，使得外部觀測者沒有任何手段來區分重力真空星與黑洞的差別，要透過觀測來證明其組成物質為夸克，存在巨大的技術難度，難以提供確切證據說明理論的正確性，此外理論中隱含使用了「時間量子」（chronon）的維度緊化，用以解釋緻密星的時間停滯現象與坍縮空間壁的產生過程，而「時間量子」在物理實驗中尚未被發現，因此要說服大部分天體物理學家做此歸類，恐怕還需要更多的理論推導與實驗觀測。

### 分類與實驗觀測
孤子星及玻色星經常被歸類為暗物質星，重力真空星則傾向於被歸類於暗能量星，由於人類離真正意義的宇宙航行能力相距甚遠，無法實際近距離觀測暗物質星，短期內的未來，「孤子星」、「玻色星」及「黑星」無法驗證推論是否正確。
關於「奇異夸克星」，并沒有任何報告指出科學家找到自然界中的奇異物質，目前以LHC擁有的1.4×1013電子伏特的能階而言，尚無法製造出夸克星的基本組成物質H雙重子（陽春版奇異物質）。目前LHC ALICE偵測器及日本春天八號（SPring-8）等各大重離子加速器均有此搜尋計畫，而天文觀測的數據只說明夸克星候選星可能不是中子星，而沒有指出其與夸克星性質有吻合之處。要確定一顆星體是否為夸克星，還需要非常多的努力。
在相對論性重離子對撞機、LHC、阿尔法磁谱仪及分子科學研究所等單位對奇異物質的實驗報告出爐前，輕言斷定有夸克星的存在並非恰當的舉動。

## 奇異物質假說

### 假說
正常含有的奇夸克的物質是不穩定的，奇夸克較上夸克及下夸克重，例如Λ0粒子 會透過弱作用力衰變成只含有上夸克及下夸克。Bodmer及愛德華·維騰提出的奇異物質假說認為大批的夸克聚集在一起，未考慮重力作用的條件下，這些聚集的夸克由於「包立不相容原理」進入穩定態，不受此侷限，最低能階的狀態是擁有三者相同數目夸克的均能階，這個能階被稱為「奇異物質」（页面存档备份，存于） 。
粒子核基本上是由三個夸克所組成的，根據這個理論，「奇異物質」比正常的粒子核更加穩定，並且所有的粒子核都有衰變成「奇異物質」傾向，只不過這個過程有可能比宇宙年齡還久。奇異物質的穩定程度依據大小決定，太大的奇異物質會因其表面張力，傾向於變成小號的奇異物質，如果超過一定的臨界值，則奇異物質便轉變成越大越穩定的狀態。這就是「奇異物質假說」，也就是夸克星的立論基礎。
這個假說並未獲得證實，導致夸克星實際上也只是一個假說。
事實上，「奇異物質」的最小號版本「H雙重子」（有時也稱為ΛΛ雙重子態，S=-2,I=0,B=2,JF=0+，夸克態udsuds或uuddss），是由Robert L. Jaffe在1977年開啟的系列工作所提出的，其後的研究者又提出了D*、N-ω、ω-ω雙重子態及其他的更低能階多夸克穩定態。
「奇異物質」名稱的來源是羅伯特·賈菲（Robert L. Jaffe）在1984年的論文"Strange Matter"，「奇異滴」（Strangelet）是由愛德華·維騰所命名，實際上兩者在專業的含意上有少許的差異，「奇異滴」代表的大批的夸克聚集在一起具有奇異性的多夸克物質。「奇異物質」與「奇異滴」是兩個不同的詞彙，不可混為一談，主要是奇異性的物理性質差異，最小版本的奇異物質「H雙重子」，低密度及低引力的條件下，並不具備奇異性，同時壽命也很短（2 × 10−9 s）。
至今為止全球實驗室尋找超過三十年，沒有任何一個得到實驗的證實，一個「H雙重子」都沒有找到，包含NASA的月球土壤樣本也沒有找到「奇異物質」，其他的雙重子態亦不曾被驗證過。目前對「奇異物質」的任何實驗並不足以產生任何危害公眾的災難性結果。
理論上來說，LHC及RHIC各大重離子加速器尋找「H雙重子」的活動沒有任何危險性，奇異性的證明需要有技術手段來凝聚大批高密度H雙重子，使其產生奇異物質理論預測的反應，這種實驗無法在重離子加速器上面進行，因為重離子加速器使粒子速度太高、而密度太低，重離子加速器形同對粒子加熱，而H雙重子的形成過程卻是需要冷凍，現有的技術能力無法在夸克禁閉突破以後，在10−8秒的瞬間將夸克冷凍凝結成雙重子，因而重離子加速器要製造H雙重子的機率非常的低，地球上所有的實驗室目前都還不具備使「奇異物質」產生奇異性的實驗條件，此外低密度H雙重子壽命短，保存H雙重子的技術手段尚未有任何發展可能，無法實際進行奇異物質奇異性的實驗證明。而且奇異性實驗的費用極度高昂，任何國家無法單一承擔所有實驗費用，在各國財政受金融因素導致極度困難的當前，短期內要證實奇異物質理論的正確性，恐怕難度甚大。

### 中子星內轉化奇異物質的反應
奇異物質一般相信是在中子星的過程當中所產生的，並且扮演主要的催化坍縮成因，幾個主體反應如下：
- n → u + d + d（夸克禁閉突破，中子被瓦解成夸克簡并態。）
- u(1) + d → u(2) + s（非輕子弱作用過程，夸克膠子電漿中產生奇夸克相變，能階大約在170MeV，一般稱之為「火球」，夸克星模型經常使用「火球模型」進行分析。）
- u + d + s + u + d + s + g → H0（直接六夸克反應，同位旋I3=+1⁄2-1⁄2+0+1⁄2-1⁄2+0=0，同位旋為整數，因此是玻色子，遵守玻色愛因斯坦統計。）

或者
- u + d + s → Λ0（Λ0重子，奇異物質均能階態的基本形式。）
- u + d + s + (g) → R baryon（超對稱R重子，超膠子（g）是膠子的超對稱伴子，奇異物質均能階態的基本形式，記號為S0，僅在超對稱理論成立下才會發生，屬於SIMP粒子。）
- Λ0 + Λ0 → H0

此即為命名H雙重子的名稱來源，由兩個Λ0重子所組成的粒子，兩個重子所組成的一個多夸克態粒子，即雙重子態，也是當前夸克星理論是否成立的最嚴重阻礙。
此後，H0與Λ0再繼續進行其他反應，進入其他更好的穩定態，一直到發生奇異性為止，便可以形成奇異物質。不過，這個過程實際上還大有細節上的各種疑問存在，各項機制不曾被仔細研究過，實驗數據無法取得，目前沒有人有能力提出真正的機制解釋，也是主要的爭議焦點之一。
低密度、低引力及聲速下的稀薄H0粒子並非奇異物質，並且容易發生衰變：
- H0  + γ → Λ0 + Λ0
- H0  + γ → Ξ0 + n
- H0  + γ → Ξ0 + Δ0
- H0  + γ → Ξ- + p
- H0  + γ → Ξ- + Δ+
- H0  + γ → Σ- + p

或是衰變成介子。
不穩定性使得儲存成為技術上極大的困難，低密度下形成奇異物質的機率微乎極微，聚集大批高密度H0粒子是一項技術上及財力上的極大困難，導致奇異物質實驗成為短期內不可能的任務。

### 實驗費用極度高昂
這個形成奇異物質反應（威滕假說）的實驗費用極度高昂，具有高度危險性，克服避免產生具有毀滅力的帶負電荷奇異物質的技術難度高，任何單一國家無法獨立進行，以其危險性而言，可能全球所有國家政府都不會批准這樣的實驗，出於安全性的考慮，最後可能只能在離地球軌道極遠的太空實驗室當中進行，除非發展出可行的廉價安全實驗方法，否則難以驗證正確性。
H0粒子的實驗則單一實驗室可以進行，沒有危險性。

### 高度爭議性
天體物理學家相信這個中子星內的奇異物質發生過程是由於H0粒子開始進入更穩定的多夸克態，多餘的能量向外釋出會導致中子星的外殼受到內部的能量流衝擊，外部結構因為壓力嚴重失衡而瓦解，將中子星殼層全數向外拋出，產生極超新星爆發。
這個過程是許多非主流學派論述的主要爭議焦點，過程中的質量遺失問題發生過許多次明來暗去的學術戰爭，各學派幾乎都使用尚未經過驗證的理論推導，非主流的量子虫洞學派認為產生量子虫洞及質量傳送效應，因醜聞而不被信賴的扭旋場論則堅持發生了超光速現象導致質量遺失，而古典理論則無法妥善解釋這個問題，只是用敷衍的方式搪塞質量在爆發時全數拋出而無法觀測到，詳細而確定的發生細節，由於實驗數據的難以取得，至今尚未有定論，具有強烈的爭議性。

### 地球上的實驗方法
地球上的實驗方式並不需要直接使用上述反應式，只要可以滿足構成：
u + d + s + u + d + s + (g) → H0（實驗室目前無法製造的原因之一是目前對膠子沒有技術能力控制，因此看似簡單的反應，實驗數十年卻無法達成。）
即可。
任何可以供應這樣反應的連鎖反應都可以進行這樣的實驗，沒有一定非要用中子來進行實驗。
重離子加速器實驗數十年無法找到的原因，也源自於達成這個反應所需要的實驗條件難度很高，三十六年來使用各種可以想像的手段，大型實驗搜尋活動超過三十多次，實驗報告超過七千次，均沒有辦法克服困難成功達成製造H0粒子，主要因素是目前對於膠子實驗控制的技術能力還在起步階段，沒有辦法順利將膠子與夸克順利連接成H0粒子，同時重離子加速器因為必須將粒子加速，粒子高速運動下，使得突破夸克禁閉後的瞬時密度無法提高到創造六個夸克瞬間集結成一個粒子的密度條件。
Λ0 + Λ0 → H0（目前的主要實驗方法）
大部分實驗使用將Λ0重子加速來進行實驗，目前理論預測的主要穩定島集中在H(2220)，h(2250)，實驗數據已經排除2.202GeV以下的可能性。
另一個主要的實驗構思是使用零號元素（Neutrium），或者是稱為四中子（Tetraneutrons）的物質，或是更進一步使用多中子物質（Polyneutron）。H0粒子無法儲存，因而不可能對奇異物質進行實驗，但多中子物質卻還有機會及技術能力來達成，透過瞬間高密度高能雷射加壓產生局部的中子星內環境，達成下述反應：
- 4n (Neutrium) → 4u + 8d
- 4u(1) + 4d → 4u(2) + 4s
- 4u + 4d + 4s → 4Λ0
- 2Λ0 + 2Λ0 → 2H0
- nH0 → S2n（Strangelet，奇異滴反應）

使得一個零號元素變成兩個H0粒子，然後再創造高密度加壓環境使H0粒子進入更穩定的多夸克態直到轉變成奇異物質。非理論主流封閉而不對外發表論文的量子虫洞學派曾經進行過類似的實驗，以低溫玻色愛因斯坦凝聚態進行高密度高能雷射加壓，試圖產生量子虫洞，透過非正式管道流出的非公開實驗結果說明這種方法可能因為需要突破夸克禁閉，而導致場勢的能階提昇而無法進入穩定態（該實驗因資金不足無法達成精度及指向性而最終宣告探測失敗）。
nH0 → S2n奇異滴反應如果是連鎖反應，則是個極端危險的實驗，學術研究如果確定其發生可能性後，應當禁止此項實驗於地球上進行。
第三系列主要的方法是使用B介子或K介子進行合成實驗。
實驗室一般都不採用直接偵測H0粒子的方法，而是採取偵測H0粒子衰變後的粒子散射來進行偵測，例如：
H0 → Σ- + p → n + π- + p
或是
H0 → Λ + π- + p
連鎖反應，由於鮑立不相容原理，ΣN的反應傾向大於Λn。
另一種搜尋方法曾經被使用過，197Au + 197Au對撞，這個對撞理論上產生三個可能的連鎖反應序列：
- Λ + Λ → H0
- Σ + Σ → H0
- Ξ + N → H0

### 系統複雜度變因多
上述反應式目前來說，還存在許多爭議性，例如：
- n → u + d + d
- u(1) + d → u(2) + s

沒有任何物理學家會相信這個反應在數量上是完美均衡的，也就是說這個過程實際上不可能只產生H0粒子，還會產生「孤子態」、其他「非奇異性雙重子」及「介子」，純粹以奇異物質物態方程構築的奇異夸克星是不可能存在的，包含了其他物質狀態方程，並且考慮了量子重力修正的夸克星才是正確的夸克星模型。
不均衡導致的結果之一如下：
4n → 4u + 8d
3u(1) + 3d → 3u(2) + 3s
3u + 3d + 3s → 3Λ0
Λ0 + Λ0 → H0
最後形成：Neutrium → H0 + Λ0 + n，實際上這是最有可能發生的狀況之一，中子星演化成孤子星的可能性也是存在的，中子星物理學當中稱此為「混和氣態中子星」。
這導致「血統純正的奇異夸克星」實際上實驗天體物理學家是不可能相信它可以真實存在，該反應的系統複雜度大幅度增加，星體穩定度的計算難以評估，理論天體物理學家因為推導上的便利性，閱讀者喜歡看優雅的物理公式，完全一廂情願地相信有可能發生，並且盡量避免討論「血統不純正的奇異夸克星」，而傾向於讓推導方程看似完美無暇，而實驗天體物理學家堅持不可能，推導的物態方程繁複而難懂，模式繁多而難以理解，機理錯綜複雜，關連的反應式參數超過上千個，連專業的專家同行都不見得看的懂，處處顧忌、處處疑問、處處懷疑，而理論物理學家通常喜歡只使用低於二十個關連的反應式參數，經常將實驗上生成率低於10−8的參數設定為100%，讓學術論文容易在具權威性期刊上發表，引來實驗天體物理學家的猛烈抨擊，實驗天體物理學家的論文通常極度難懂而篇幅極長，審稿者沒有能力斷定正確性，因而在權威性期刊不常出現，這導致兩方意見完全相左，爭吵長年不斷，也就使得夸克星的真實存在性再添一筆可長期爭吵的項目。

### 目前並未發現禁止雙重子態成立的物理機制
雖然一直有物理學家懷疑存在不明因素禁止雙重子態發生，導致無法發現H0粒子（不可能發現一個不會存在的粒子），目前並未發現禁止雙重子態成立的物理機制，但是卻也一直無法成功製造出任何的雙重子態，目前在高能物理上，依然還是個懸案。
高能物理學家一直保持樂觀認為雙重子態成立，並且持續搜尋多夸克態粒子的存在，主要除了理論允許以外，未發現任何物理機制禁止雙重子態成立也是一個重要因素。

### 中子星演化原則上支持奇異物質假說成立
中子星演化的五種可能性，理論原則上都支持奇異物質假說成立。
中子星→夸克星
中子星→重力真空星
中子星→先子球 （假設先子理論成立）
中子星→模糊球
中子星→黑洞
中子星→先子星→黑洞
上述五種中子星的可能演化途徑均支持奇異物質假說成立。
中子星如果可以演化成夸克星，則奇異物質假說必定成立。中子星如果可以演化成重力真空星，則真空極化的現象的出現，密度的條件要求，亦需要奇異物質假說必定成立。中子星演化成先子星所需要的密度，除了奇異物質理論及非拓樸性孤子理論以外，目前沒有任何其他的可行理論選擇。中子星演化成模糊球，及中子星演化成黑洞，或是先透過演化成先子星再演變成黑洞，其中所需要的真空極化產生空間壁，進而導致引力坍縮，都需要透過先產生奇異物質所擁有的密度來建立所需要的場。

### 具有可見的科學及經濟上的高度價值
對中子星機理更加深入地研究，對夸克星機制的了解有很大的幫助，許多在夸克星研究上遭遇重大阻礙的學者，多數再度轉回中子星做更深入的多夸克態機制研究，這樣的研究路徑對現行物理層次有極大的提升，目前也吸引了許多優秀科學家投入，而H0粒子本身理論上也在材料科學及高效能引擎上具有巨大潛力。
六夸克態總計有大約三百萬種（2,985,984）可能的粒子束縛態，去除掉組合狀態，依然有高達數十萬種可能的雙重子束縛態，對新物質材料及新科技而言是個接近無盡的可發揮空間，實驗設計延伸的應用技術，在經濟潛力上可能遠勝於對希格氏玻色子的投入，而材料本身則在經濟上高度可能具有重大價值，也是當前各國為何投入研究多夸克態物理的重要原因之一，研究深度是各國在科學及技術上的重要指標，是一個可以看得到未來的重要研究課題，也是目前許多國家支持的重點研究方向。

### H雙重子實驗直接影響夸克星理論是否成立
H雙重子（H dibaryon）除了對多夸克態物理十分重要以外，實驗數據也直接影響各種夸克星理論是否成立，這包含物態方程會直接影響夸克星半徑上限的計算，各種效應在哪個能階出現等等。
H雙重子及六夸克態的實驗只要有實驗設計能力就可以進行，許多小型實驗室都可以獨立進行實驗，大部分并沒有危險性，目前的實驗數據都表明六夸克態高度可能成立。
奇異物質實驗，除了有高危險性以外，目前則所有大型實驗室都不具備條件進行實驗，實驗的困難性，包含了製造、儲存并聚集雙重子，製造高密度環境產生奇異性，分離帶電負電荷奇異物質，隔離並且將之拋離地球的設備，這些條件都遠遠脫離現行技術能力之外，短期內進行這樣的實驗，可能性很低。理論物理學界可能要長期忍耐奇異物質物性實驗報告數據缺乏下，對相關理論進行猜測并推論，並且忍受實驗數據缺乏下的所造成的見解爭議。
現行對夸克星及奇異物質的所有說法，在H雙重子實驗數據出現之前，可信度必須保持一定程度的懷疑，如果成功尋獲後，實驗數據會導致幾乎所有的相關理論都必須依照數據進行修正。因此，對目前所有相關研究宣稱，均可採取質疑或不相信態度。

## 形成機制

### 前身星
假定這項奇異物質物質的理論是正確的，那麼夸克星的生成來源就可以直接由恆星二次星爆生成或是由中子星演化而成。具備這種條件的星體，基本上以能夠發展成沃爾夫-拉葉星為主，某些特定條件下，赫羅圖上其他種類的星體也能發展成為夸克星，并不一定需要經歷中子星的過程。是否形成夸克星的決定關鍵，在於星爆時的恆星動力學條件，巨質量的恆星亦可能形成夸克星。

### 由中子星發展成夸克星
由中子星活動對內核所造成的瞬間壓力增大，例如伽瑪射線爆或星震，使得內核部位開始產生奇異物質，並且中心密度開始增大，活動時間到達一定臨界時，使得內核到達再度坍縮的臨界，此時中子星會開始發生坍縮的活動。

### 由沃爾夫-拉葉星發展成夸克星
沃爾夫-拉葉星是一種快速演化、壽命很短的大質量恆星，質量都超過太陽質量的20倍，會因為星爆而產生超新星或極超新星爆發，爆發的結果會完全粉碎、形成引力緻密星或是星雲。

### 由高光度藍變星直接發展成夸克星
夸克星也有可能從巨質量高光度藍變星發生連續超新星爆炸時，由於中子星核形成時，超過臨界點，但沒有形成黑洞，而在形成中子星的瞬間，數十分鐘內，再次發展成更大的極超新星爆發，從而直接從恆星演化成夸克星。高光度藍變星亦可能爆發力量太強，形成完全毀滅的狀況，甚至連黑洞都沒有留下，只留下星雲。

### 由紅超巨星直接發展成夸克星

SN 1987A超新星的兩次星爆遺跡，外圍珠鏈環的能量明顯低於主環的亮度，珠鏈環可能於形成中子星時向兩側拋出恆星外圍物質產生，主環可能是形成夸克星時拋出中子星外圍高能物質所產生，但是中心並沒有發現任何理論預測應該出現的星體。

質量稍低的紅超巨星會變成II型超新星，而質量稍大的紅超巨星則會變成沃爾夫-拉葉星，兩者均有機會再發展成夸克星。

### II型超新星爆發展成夸克星
核塌縮超新星的質量，質量至少是太陽質量的9倍，SN 1987A正是II型超新星，因此它在1989-1990年間，曾經以高速旋轉中子星被誤認為正式的夸克星（Kristian等人），並在「自然」雜誌上面發表，後來發表該論文的同一組科學家承認錯誤，並不存在高速旋轉中子星，並將之修正為未知星體（1991年提出修正，撤回原有宣稱，該訊號是儀器的寄生信號，但發生錯誤的兩年當中卻意外地大幅度推動夸克星的研究成果，一個美麗的錯誤），這一錯誤幾乎延續兩年被認為是正確的。亞洲方面，因誤傳認為是2009年由亞洲學者所首先提出，實際上該名學者已經於隔年自行提出修正，相同的錯誤在二十年前就發生過，而在2000年，Kristian等人再次提出SN 1987A高速旋轉中子星的候選訊號（2.14毫秒），也就是說SN 1987A是夸克星並非不可能，只是技術能力還不足而已。SN 1987A在1989年就曾經發生過天文學家咖啡喝太多興奮過度所導致的集體失眠誤判，而該星體的集體失誤，由於天體物理學家的期待與幻想，並不是只有被誤認為夸克星一項。

### 由藍超巨星直接發展成夸克星
藍超巨星一般質量是10-50個太陽，表面温度為20,000－50,000°C。SN 1987A的前身星是一顆藍超巨星，當SN 1987A爆發時，傳統上認為只有紅超巨星才會發生超新星爆發的觀點改變，其後修正了許多的恆星模型來說明SN 1987A的現象。由於，沒有發現預期的星體，目前普遍認為它發展成為夸克星或黑洞，一般認為前者的可能性比較高，不過也並未排除形成孤子星的可能性。假設它發展成夸克星，則其發生機制應該是發生了連續兩次的超新星爆發，第一次坍縮時，形成近似中子星的天體，假設奇異物質假說是正確的，由於形成超過臨界點的巨型奇異物質球類物體，在產生第一次坍縮的瞬間，不斷吸收夸克，在巨型奇異夸克周圍則吸引了奇異物質團，當巨型奇異夸克到達引力發生二度坍縮的臨界，發生奇異物質團的拋出星爆。

## 物理機制
夸克星並非巨無霸版本的中子，事實上它比較像是一顆巨碩的強子，傳統理論基本上同步受「量子色動力學」及「引力」的作用，也就是「量子重力理論」，然而目前物理學的進展，並未實際有能力探索到這個等級的物理，量子重力效應是否真實存在依然是個物理學上的疑問，因此所有關於夸克星的說法可信度極有爭議性。是否為巨無霸粒子天體，也是個還有爭議的主要課題。

### 參考系拖拽效應圈

蘭斯-蒂林效應圈

#### 星體半徑的計算

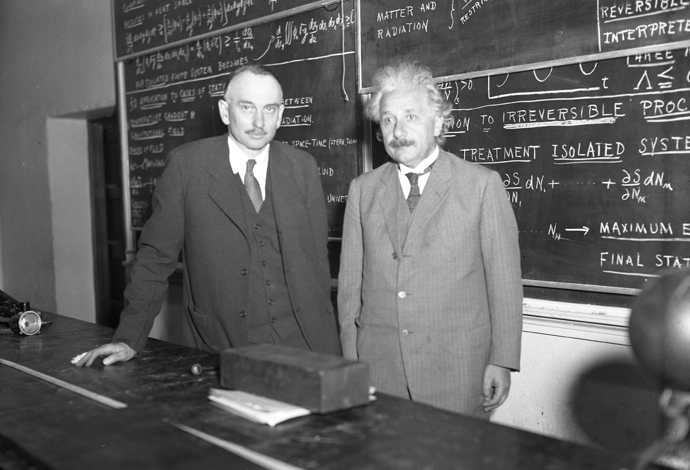
理查德·托爾曼（Richard Chace Tolman）提出托爾曼－奧本海默－沃爾科夫方程式

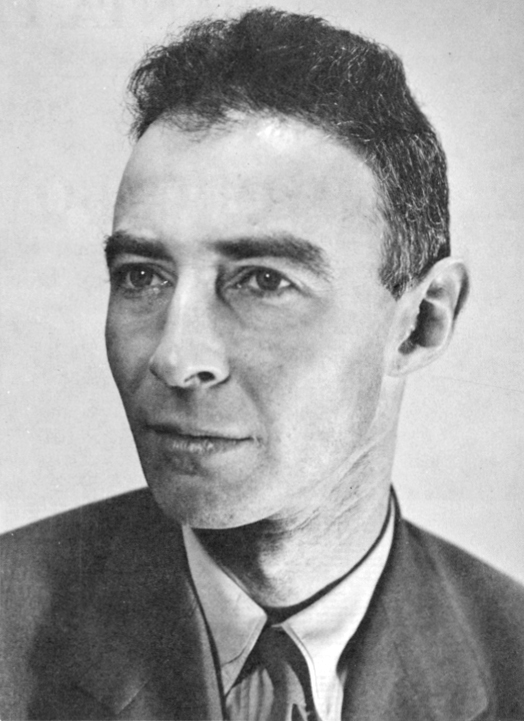
羅伯特·奧本海默提出托爾曼－奧本海默－沃爾科夫方程式

### 色禁閉突破問題

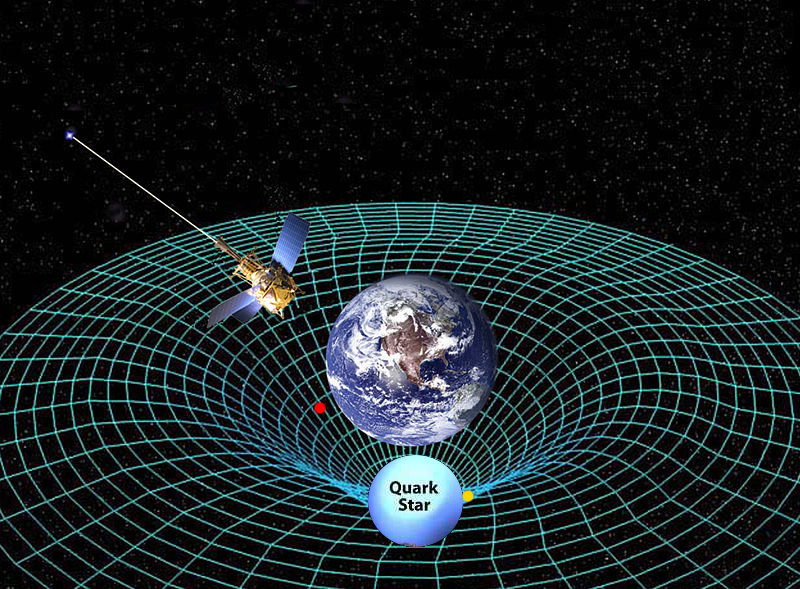
地球上進行的色禁閉突破實驗，引力場明顯與夸克星上的引力場有巨大差距，色禁閉突破的能階是否相同，完全是個疑問，引力參數差距影響實驗數據是否可以適用或是必須進行理論修正，目前完全沒有技術能力進行驗證。

### RX J1856.5-3754

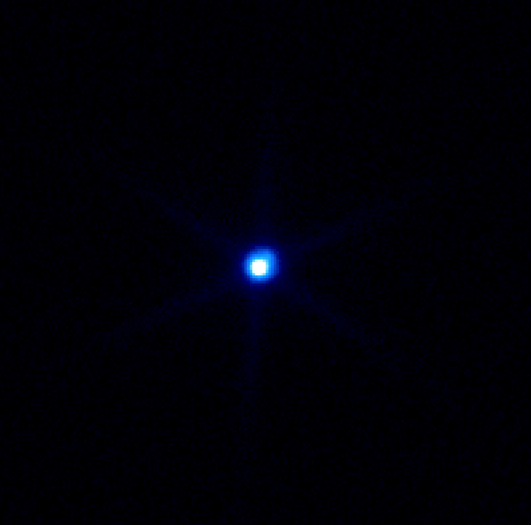
RX J1856.5-3754

### 3C58

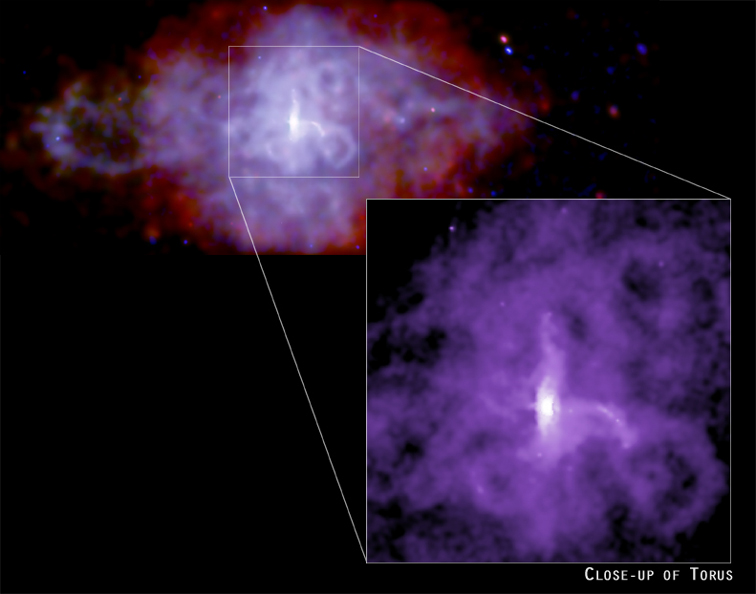
3C58

### SN 1987A

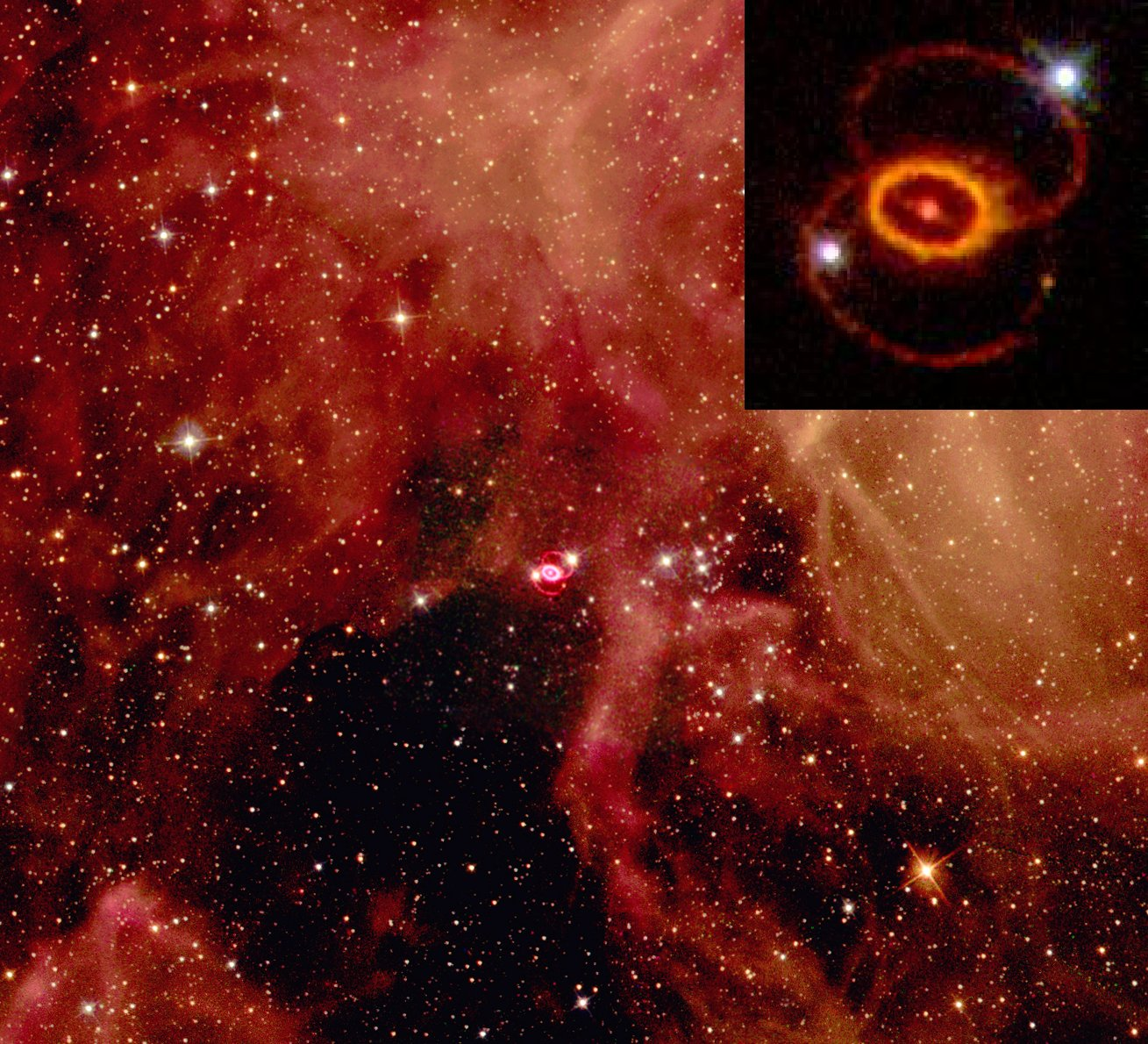
SN 1987A

### SN 2006gy

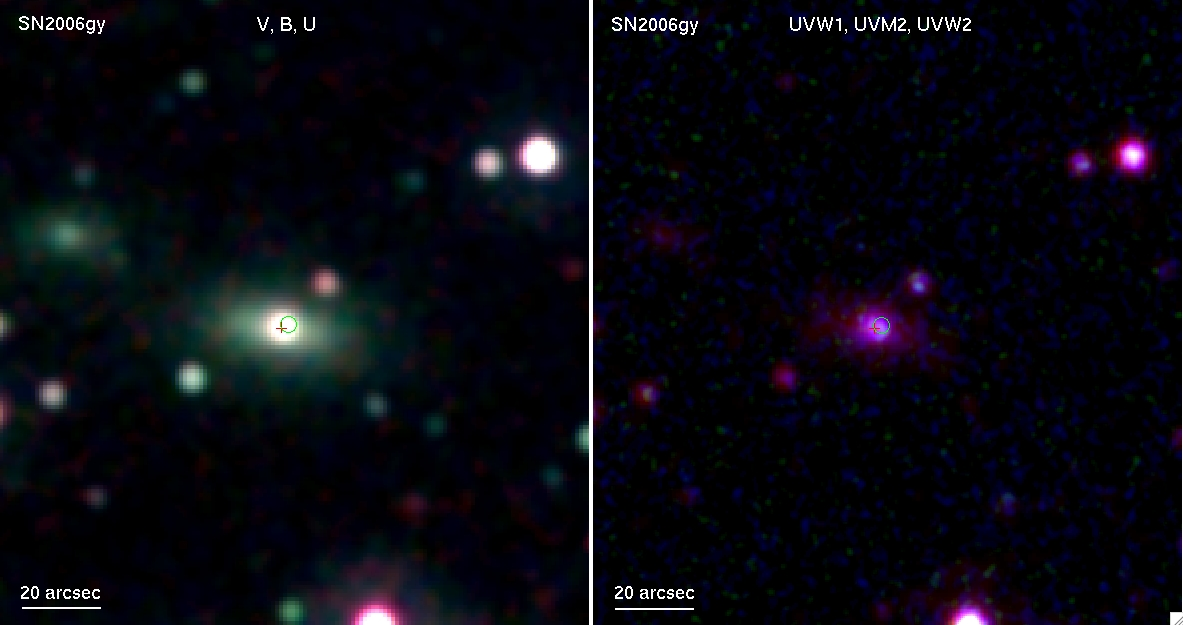
SN 2006gy

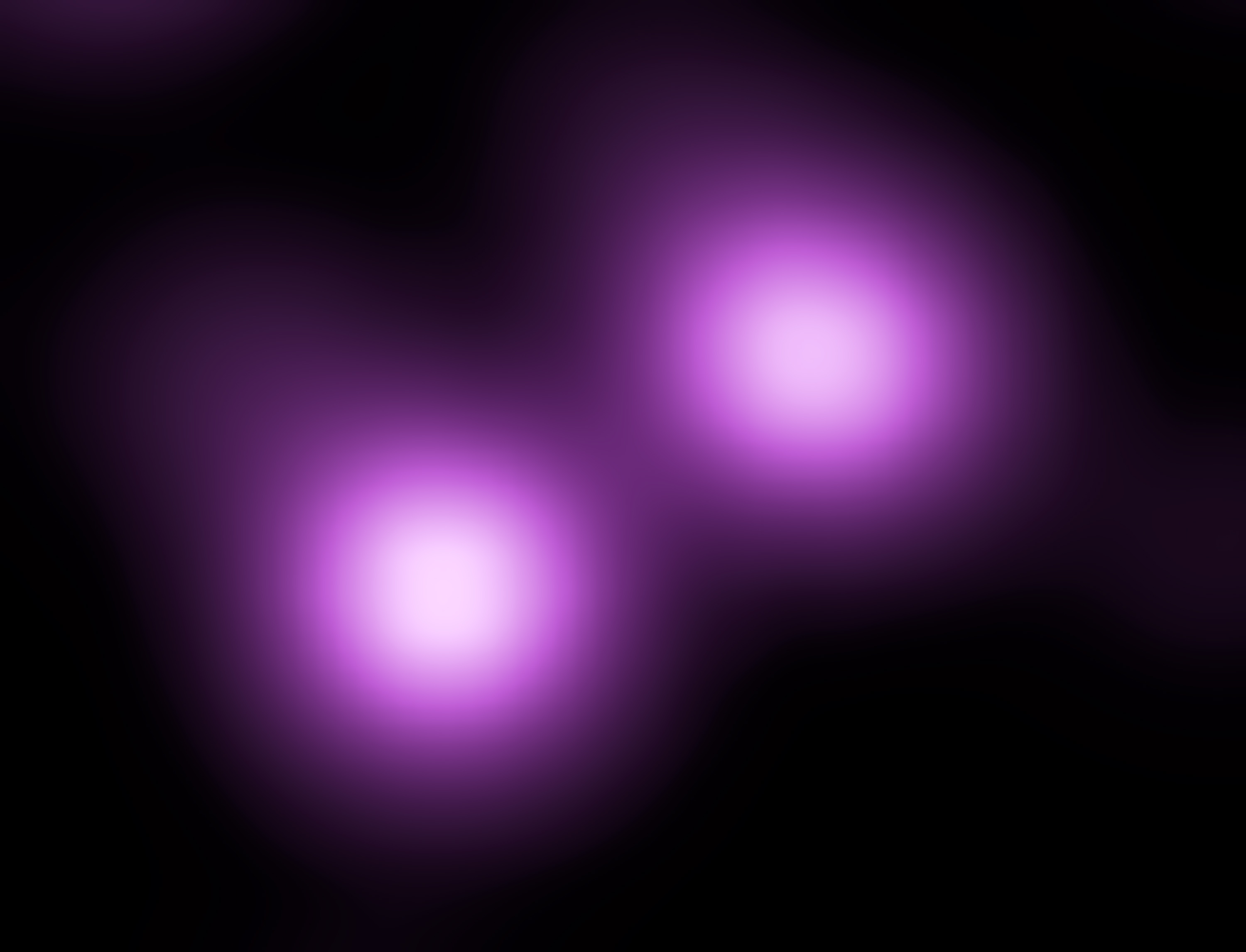
SN 2006gy距離地球兩億三千八百萬光年

### 「海山二」形成夸克星對地球的威脅

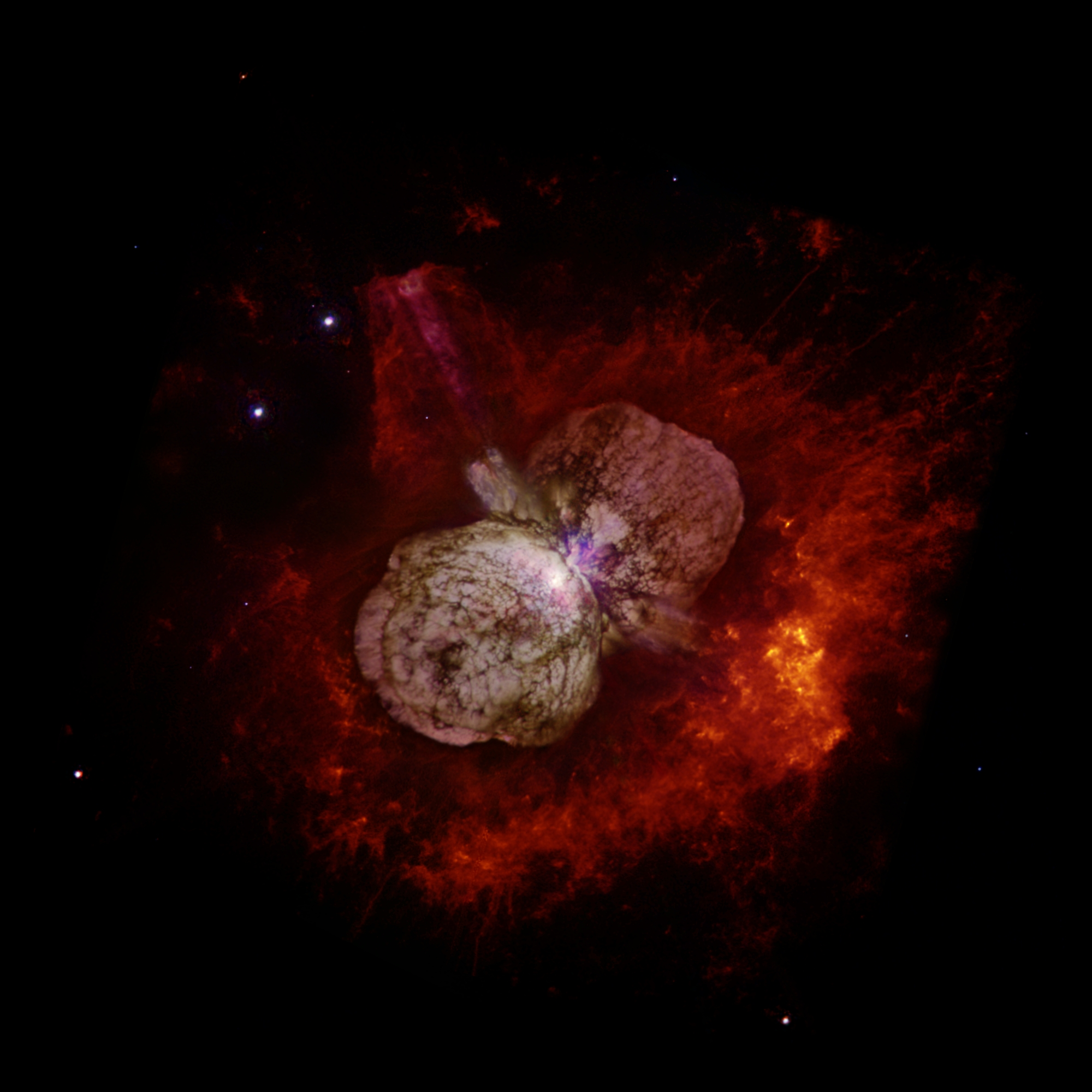
海山二，離地球約7500光年

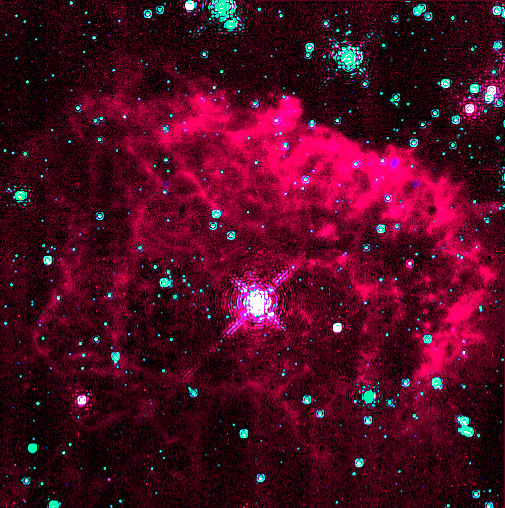
手槍星及其星雲